# Поема про старого моряка

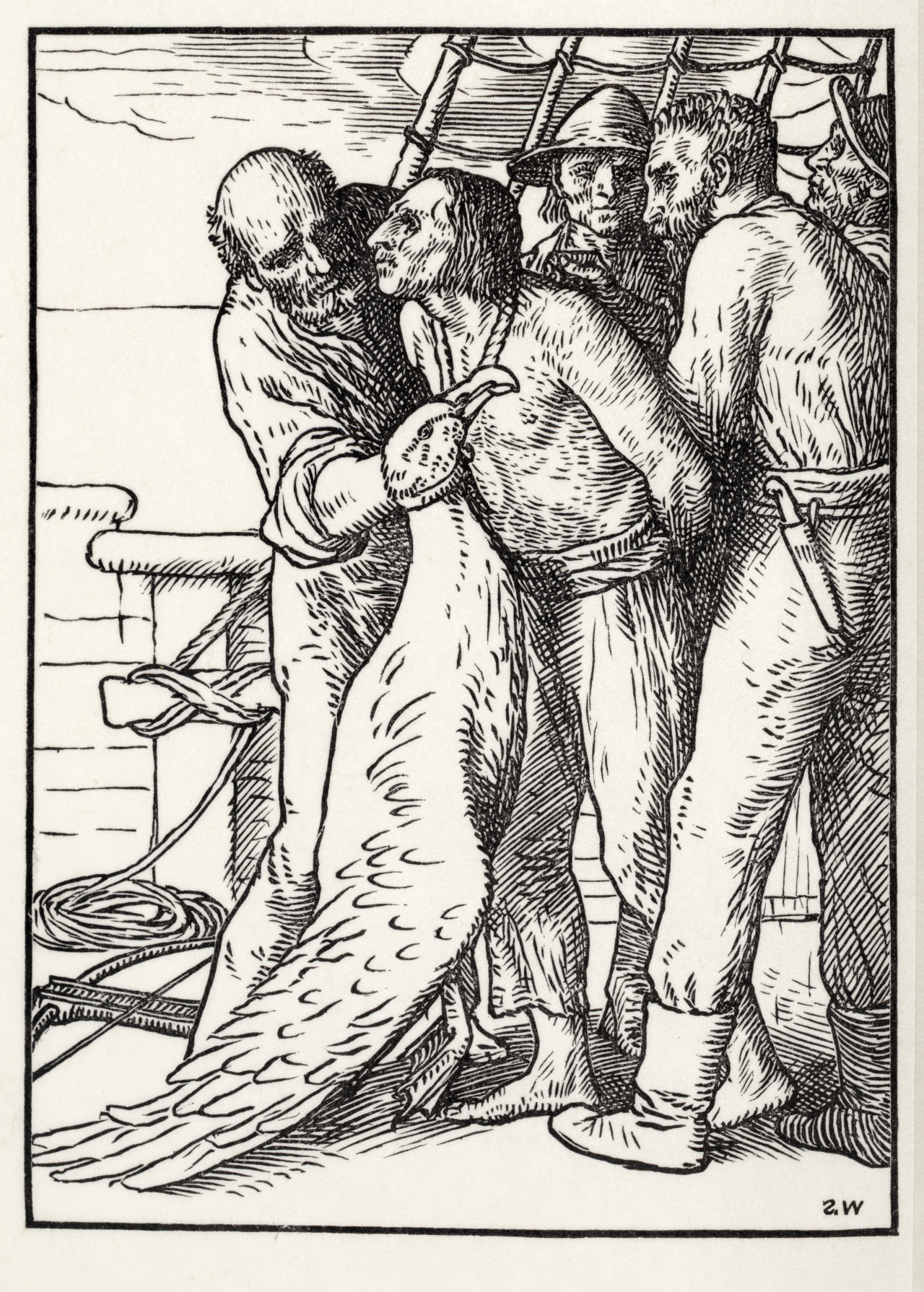
Фронтиспіс Вільяма Странга (1859-1921) до видання поеми 1903 року

«Поема про старого моряка» (стар. англ. The Rime of the Ancyent Marinere) — одна з найдовших та найвідоміших поем англійського поета Семюела Колріджа, написана в 1797—1798 роках і опублікована в першому виданні «Ліричних балад» (Lyrical Ballads) в 1798 році. Сучасні видання зазвичай публікують переглянуту версію поеми, опубліковану в 1817 році. Разом з іншими поемами «Ліричних балад», ця поема була першим кроком на шляху до сучасної поезії та одним з перших творів британського романтизму.
Є літературною обробкою легенди про «Летючого голландця».
Українською мовою поему перекладали: Анатолій Онишко; Максим Стріха. 